# روبوتير
تشير كلمة روبوتير (بالإنجليزية: Roboteer)‏ إلى الأشخاص المهتمين بمجال الروبوت أو العاملين فيه. ويعود تاريخ هذه الكلمة إلى الثلاثينيات، كما تم استخدامها في كتاب صدمة المستقبل (Future Shock) عام 1970.
كما أن مصطلح روبوتير استخدمته باربرا كراسنوف (Barbara Krasnov) في قصتها التي تحكي عن دب هوغلن (Deb Huglin)، مالكة شركة روبوتريوم (Robotorium)، بمدينة نيويورك في أوائل الثمانينيات. جدير بالذكر أن هوغلن كانت خبيرة بتطبيقات الروبوتات ذات الأوزان الخفيفة ونحّاتة وعالمة بمواطن الآثار. وقد شاركت هوغلن جيم هانسون (Jim Henson) في العمل على تصميم واستخدامات وحدات التحكم الرئيسية بالروبوت في مسلسلها التلفزيوني التجريبي «فاراغغلي الصخرة (Fraggle Rock)». وقد توفيت هوغلن في أحد الانهيارات في البرية بالقرب من مدينة هيميت (Hemet) بكاليفورنيا عام 2008.